# Густав (ТВ серија)
Густав (мађ. Gusztáv) је била мађарска серија кратких цртаних филмова за одрасле. Серија је била изузетно популарна у источној Европи, где је достигла култни статус.
Свака епизода прати авантуре главног јунака, Густава, и његову борбу са сивилом живота у урбаној средини. Епизоде су међусобно независне: на пример, Густав је у једној епизоди нежења, док у другој има велику породицу.
У Источној Европи и Југославији серија је емитована на телевизији 80-тих година, обично као попуна у програмској шеми. Карактери нису говорили конкретним језиком већ су мрмљали, што је допринело међународном успеху. Серија је емитована и у Западној Европи, па чак и на Новом Зеланду. У 2013. и 2014., Густав је поново емитован у Хрватској, на ХРТ-у.

## Главни лик
Густав је средовечан мушкарац, по природи намћор, љубоморан, асоцијалан, а појавом сметен и комичан. Често упада у невоље, које су пре свега комичне..

## Историја серије
Први циклус (68 епизода) је прављен од 1961. до 1968. године у формату за биоскоп. Други циклус (52 епизоде) је прављен од 1975. до 1982. за емитовање на ТВ. Продуцент је био Панониа Филм студио. Густав, главни карактер, је имао претходника 1961. године у осмоминутном цртаном филму "Пасија" аутора Јозефа Непа, где главни јунак покушава да остави пушење. Трио познатих и награђиваних аутора, Даргај-Неп-Јанкович је одговоран за развој ове серије.
У Мађарској, неке епизоде су објављене на DVD-у.